# Gaultheria viridiflora
Gaultheria viridiflora är en ljungväxtart som beskrevs av Herman Otto Sleumer. Gaultheria viridiflora ingår i släktet Gaultheria och familjen ljungväxter. Inga underarter finns listade i Catalogue of Life.